# 金·卡戴珊
金伯莉·諾埃爾·卡戴珊（1980年10月21日— ) 是一位電視名人、名媛、演員、商人及模特。卡戴珊第一次獲得媒體關注是因為她曾是名媛芭黎絲·希爾頓的助理和朋友，但之後和歌手Ray J在2003年所拍攝的性愛影片「超級明星金·卡戴珊」於2007年遭到外傳才獲得大量關注。同年10月，E!頻道推出了一個她們一家人的實境節目《與卡戴珊同行》並受到熱烈歡迎，開始被大眾所熟知。金相當擅於經營各大社交媒體，且都擁有相當可觀的粉絲數量，尤其在Instagram上坐擁超過三億的粉絲，並在2015年被《時代雜誌》選為全球最前100名有影響力的人物之一。與肯伊·威斯特被媒體並稱「Kimye」，她在台灣的暱稱是「豐臀金」。《Vogue》描述她为2016年流行文化的代表。金和家人因太常傳出八卦新聞及時常霸佔新聞版面，飽受批評，但人氣和話題依舊居高不下。

## 人物简介
卡戴珊出生于美国加利福尼亚州洛杉矶市，父親是替O.J.辛普森辯護辛普森案而聲名大噪的已故律师罗伯特·卡戴珊，母親是克里斯·卡戴珊（娘家姓霍顿）。她的父亲是第三代亚美尼亚人，母亲是荷兰和苏格兰的后裔。卡戴珊第一次受到媒體關注是因為她是芭黎絲·希爾頓的朋友及美髮師，而芭黎絲和金卡戴珊都是因為性愛影片後開始有了自己的實境秀（兩人都被懷疑是拿性愛影片來為自己的實境秀炒作）而開始走紅的。
2000年，卡戴珊与音乐制作人达蒙·托马斯结婚，他们的关系在2004年以离婚告终。在2007年，因為和歌手Ray J在2003年所拍的性愛影片外流而爆紅，同年年底，E!頻道推出了一個實境節目《與卡戴珊一家人同行》並受到大眾熱烈歡迎，她們一家人就此開始了她們的明星生活。卡戴珊在2010年10月开始与NBA新泽西网队球员克里斯·哈弗里斯约会。2011年8月20日在加州的Montecito结婚后的72天内就宣布闪电离婚。於2013年6月3日由法院宣判離婚正式生效。卡戴珊与前夫申请离婚仲裁期间即与美国饒舌（說唱）歌手肯伊·威斯特开始交往，同居期间怀孕，于2013年六月份诞下一名女婴，跟随父姓取名諾絲·威斯特。2015年12月5日，她為威斯特誕下一名兒子，取名Saint West。

## 爭議及醜聞
金本身演技不被廣大民眾看好，亦不具有代表性的歌唱作品，但其家庭因為是名流而其本身及其家人的一舉一動被新聞媒體一直廣泛關注而被大眾熟知，不少人不得其解，甚至認為其「不知道在紅甚麼地方」。
因卡戴珊的胸部大，並擁有又大又翹的臀部，其身材實在太誇張，但依舊成為近年來少女的模仿對象，但這種盲目的行為受到大眾的批評。
在2007年，金卡戴珊和前男友Ray J在2003年所拍攝的性愛影片「超級明星金·卡戴珊」遭到外流，並開始在網路上大量瘋傳，在極短的時間內成為民眾關注及討論的話題，卡戴珊也因此走紅，但卻遭到很大的罵聲及批評。
年底，E!頻道播出卡戴珊一家人的實境秀《与卡戴珊一家同行》並受到大眾的熱烈回應，但在節目中卡戴珊一家人的誇張爭執、炫富行為以及各種充滿話題性的愚蠢行為，受到廣泛批評及討論。
卡戴珊也向媒體透露自己曾在臀部動過手術，所拍的照片也大部分都是自己的臀部和胸部，曾在PAPER雜誌封面露出沒遮擋物的臀部及胸部，在Twitter發出一張只遮住三點的裸露相片，在Instagram發出一張沒遮擋物的臀部，受到部分網友的批評及嘲諷，引爆話題。
在2016年，肯伊·威斯特和泰勒·斯威夫特因歌曲〈出名〉的歌詞而引發爭執。七月，在泰勒前男友電音製作人凱文·哈里斯質疑泰勒要用謊言毀了他的事業的這場爭議中，過去就與泰勒有過爭執的肯伊的老婆卡戴珊，決定為老公抱不平而在Snapchat公開了肯伊和泰勒有被剪輯過的通話過程影片，並且在推特上面發文，暗諷泰勒是條毒蛇，使得泰勒的社交媒體一度被毒蛇表情符號洗版。
之後在2020年有一個25分鐘未剪輯的完整影片被釋出，影片證實了肯伊並沒有向泰勒提及她反對的歌詞（"I made that bitch famous"），還給了泰勒一個清白。
3月，卡戴珊在推特上和克蘿伊·摩蕾茲以及其他名人展開筆戰，因為卡戴珊在推特上傳了一張幾乎全裸的照片，克蘿伊不認同拍裸露相片，而卡戴珊卻酸說克蘿伊「沒人氣」，受到大量網友撻伐。支持克蘿伊的藝人有粉紅佳人、貝蒂·蜜勒，支持卡戴珊的有麥莉·希拉、艾碧·貝絲琳等，而這件事被短暫獲得大量關注。
10月，卡戴珊與姊姊葛妮·卡戴珊和母親克莉絲·詹納前往巴黎參加時尚週，在Instagram發了一張她戴著肯伊送她的大鑽戒的照片，因此受到小偷鎖定，晚上小偷潛入卡戴珊的旅館，威脅她交出鑽戒，鑽戒也因此被盜走。2017年一月，巴黎警察破案，犯人共19人，包括金的28歲私人司機。
2017年8月，卡戴珊和Interview magazine合作，拍了一系列的照片。在照片中，金為了配合肯伊而故意噴黑，並且打扮成前總統夫人賈桂琳·甘迺迪，在社交網路上引起一陣話題。
2017年，卡戴珊出品的個人童裝品牌“The Kids Supply”抄襲了兩個時裝品牌，包括Vetements的銀色閃片裙和極罕的COMME des GARÇONS × Kosho & Co. souvenir夹克。而一直以專門找出時裝抄襲貓聞名世界的社交平台用家Diet Prada，更諷刺這件事製作及發行T恤和帽T等款式，並印上KIM des GARÇONS。
2018年，卡戴珊獲頒CFDA Influencer Award時在發表感言時表示「被嚇到了，我竟然能贏得一個時裝的獎項，尤其我大多時候都是裸體的。」引起網友熱烈談論，部分更指她不值得獲獎。
2019年，卡戴珊將計劃推出的塑身衣系列命名為「Kimono」，被批評為挪用日本文化，更導致時任京都市長門川大作、經濟產業大臣世耕弘成等日本政府官員公開反對。最後卡戴珊決定將之更名為「Skims」。

## 影视作品
| 年份         | 片名                                               | 角色                | 备注            |
| ------------ | -------------------------------------------------- | ------------------- | --------------- |
| 2007–present | 《与卡戴珊一家同行》                               | 她自己              | Reality show    |
| 2008         | 《与星共舞》                                       | 她自己              |                 |
| 2008         | 《終極災難電影》                                   | Lisa Taylor         |                 |
| 2009         | 《犯罪现场调查：紐約》                             | Debbie Fallon       | 第六季，1集     |
| 2009–2010    | 《考特妮和金·卡戴姗的迈阿密行记》                  | 她自己              | Guest star, 5集 |
| 2009         | 全美超級模特兒新秀大賽                             | 她自己              | Cycle 13, 1集   |
| 2009         | 《峡谷深处》                                       | Summa Eve           |                 |
| 2009         | 《老爸老妈的浪漫史》                               | 她自己              | 第四季，12集    |
| 2009         | 《冲浪青春》                                       | Elle                | 第三季，4集     |
| 2010         | 90210                                              | 她自己              | 第三季，1集     |
| 2011         | 《科勒和拉玛》                                     | 她自己              | Guest star, 3集 |
| 2011–2012    | 《考特妮和金·卡戴姗的纽约行记》                    | 她自己              | Reality show    |
| 2011         | 全美超級模特兒新秀大賽（America's Next Top Model） | 她自己              | Cycle 17, 1集   |
| 2012         | 《美女上错身》                                     | Nikki               | 第四季，1集     |
| 2012         | 《最后的男人》                                     | 她自己              | 第一季，1集     |
| 2012         | 《婚姻顾问》                                       | Ava                 |                 |
| 2014         | 《破產姐妹》(Two Broke Girls)                      | 她自己              | 第四季，1集     |
| 2021         | 《汪汪隊立大功大電影》                             | 多洛莉絲（Delores） | 配音            |
| 2022         | 《The Kardashians》                                | 她自己              |                 |
| 2023         | 《美國恐怖故事：詭孕》                             | Siobhan Corbyn      |                 |
| 2023         | 《汪汪隊立大功：超級大電影》                       | 多洛莉絲（Delores） | 配音            |